# Buckhead (Atlanta)

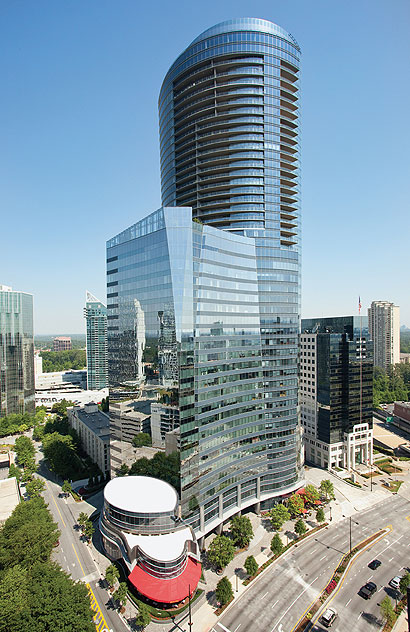
The Sovereign Building (2008), Buckheads hoogste toren.

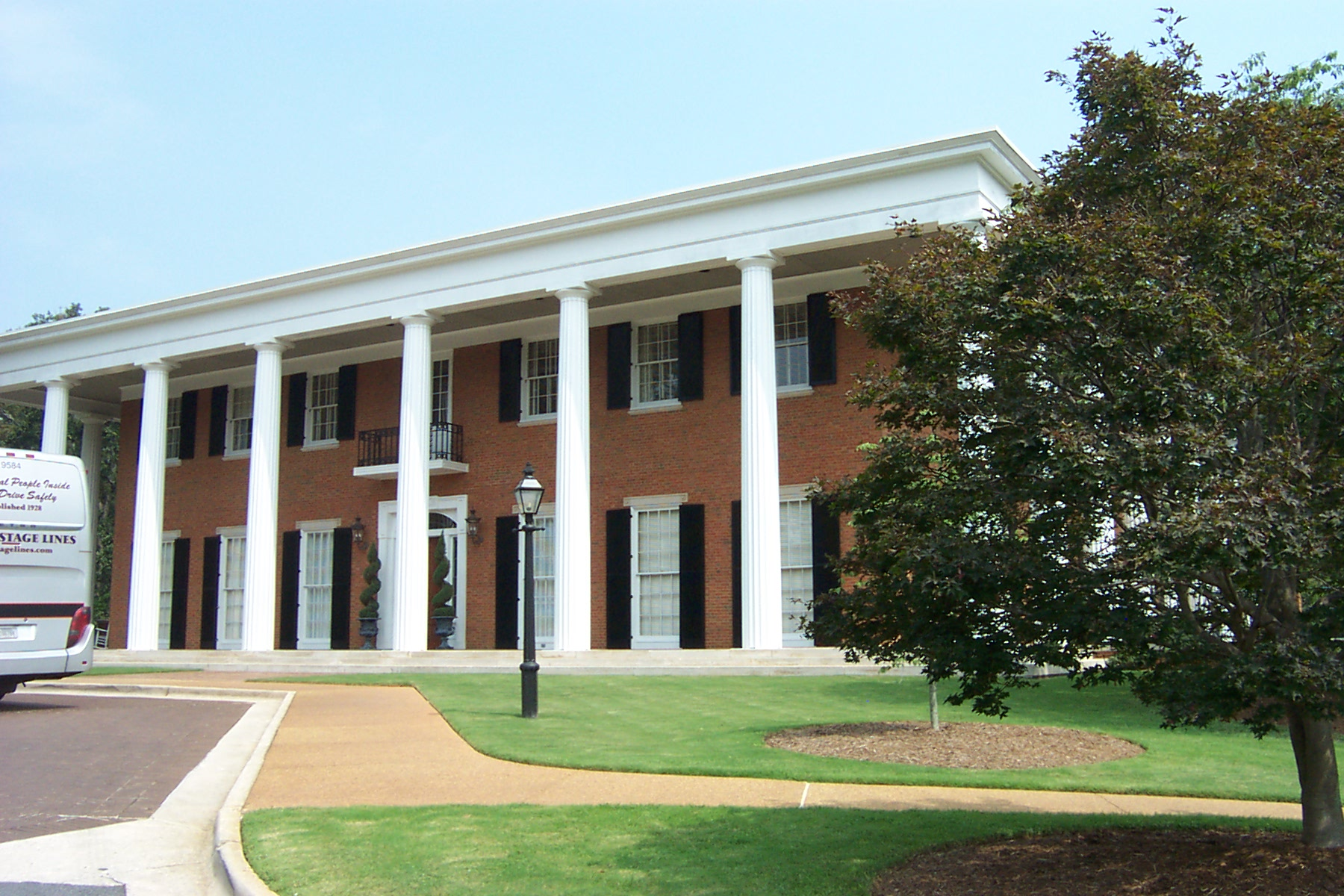
Georgia's Gouvernourshuis

Buckhead (officieel: Buckhead Community) is het rijke noordelijke stadsdeel van Atlanta, Georgia, Verenigde Staten, met in 2010 77.101 inwoners (18% van het totale aantal inwoners van de stad) en met 72 km² ongeveer een vijfde van de oppervlakte van de stad. Ongeveer 80% van de inwoners is blank, vergeleken met 38% van de stad als geheel en 55% van de agglomeratie Atlanta.
Naast het centrum van Atlanta en Midtown Atlanta is Buckhead, met 1,9 miljoen m² kantoorruimte nog een belangrijk commercieel en financieel centrum van de zuidelijke Verenigde Staten. De kern van Buckhead bestaat uit kantoor- en woontorens en twee grote winkelcentra, Lenox Square en Phipps Plaza, allemaal langs of dicht bij de boulevard Peachtree Road. Daaromheen liggen stille buurten met veelal grote villa's in een heuvel- en bosachtige landschap. Hier wonen veel van de rijkste Atlantenaren naast veel hiphop en rapartiesten en sportsterren.
Buckhead wordt vanwege zijn rijkdom soms de "Beverly Hills of the East" of "Beverly Hills of the South" genoemd.